# Clinodiplosis robusta
Clinodiplosis robusta är en tvåvingeart som först beskrevs av Ephraim Porter Felt 1908.  Clinodiplosis robusta ingår i släktet Clinodiplosis och familjen gallmyggor. Inga underarter finns listade i Catalogue of Life.